# Hieracium besseri
Hieracium besseri – gatunek rośliny należącej do rodziny astrowatych. Endemit Babiej Góry.

## Morfologia
ŁodygaUlistniona. O wysokości 35–40 cm. Zielona. W dolnej części pokryta średnio licznymi bladymi, prostymi włoskami o długości 2–3 mm i pojedynczymi gwiazdkowatymi. W górnej części rzadkie proste, blade z ciemną podstawą włoski o długości 1–2 mm i liczne gwiazdkowate, a także drobne gruczołki.
Liście
Liście rozetkowe 4 do 6. Sinawe. Wewnętrzne liście do 10 cm długości i 2,5 cm szerokości. Lancetowate, zaostrzone, ostro ząbkowane. Powierzchnia blaszki z obu stron lekko owłosiona bladymi, prostymi włoskami o długości 0,7–1,2 mm. Na nerwie środkowym i brzegach liczne proste i bardzo nieliczne (do braku) gwiazdkowate włoski. O klinowatej podstawie przechodzącej stopniowo w oskrzydlone ogonki liściowe. Zewnętrzne liście mniejsze, zaokrąglone na szczycie i zasychające w czasie kwitnienia.
Liście łodygowe 3 do 4. Najniżej położone podobne do rozetkowych. Położone wyżej mniejsze, siedzące. Górna powierzchnia blaszki sinawa, dolna jasnozielona. U wyżej położonych liści górna powierzchnia słabiej owłosiona włoskami o długości do 0,5 mm, sprawiając wrażenie prawie skórzastej. Dolna słabo owłosiona włoskami prostymi o długości do 0,7 mm i nielicznymi gwiazdkowatymi. Na nerwie środkowym i brzegach nieliczne gwiazdkowate włoski i gruczołki.
Kwiaty
Zebrane w koszyczki. Kwiatostany skupione na szczycie pędu. 3–4 na szypułach o długości do 3 cm zwykle zakończonych jednym koszyczkiem. Akladium (szypuła szczytowego koszyczka) o długości 1,5–2 cm. Szypuły cienkie, wzniesione, gęsto pokryte gwiazdkowatymi włoskami i prostymi włoskami o ciemnej podstawie długimi na 1,2 mm oraz rzadko pokryte czarniawymi włoskami gruczołkowymi o długości 0,3–0,5 mm. 2–4 szarozielone podsadki z nielicznymi włoskami prostymi o ciemnej podstawie i gwiazdkowatymi. Lekko rozdęte u podstawy okrywy o długości 11–13 mm, umiarkowanie owłosione. Podsadki okrywy ciemnozielone, lancetowate, u podstawy do 1,3 mm szerokości, na szczycie ostro zakończone, zebrane w trzy rzędy. Wewnętrzne podsadki z bladozielonymi brzegami pokrytymi włoskami gwiazdkowatymi. Pokryte licznymi czarniawymi prostymi włoskami długimi do 1,7 mm oraz rzadko pokryte czarniawymi włoskami gruczołkowymi o długości 0,3–0,5 mm, jak również nielicznymi żółtymi gruczołkami. Kwiaty języczkowe intensywnie żółte, nieorzęsione na szczycie. Słupki brudnożółte z gęstymi drobnymi włoskami. Pręciki ubogie w pyłek.
Kwitnienie w końcu lipca.
Owoce
Niełupki o długości 3,8–4,3 mm, czarne. Opatrzone są na szczycie bladoszarym puchem.
Gatunki podobne
Najbardziej podobny morfologicznie jest Hieracium engleri. W porównaniu z nim H. besseri ma słabiej owłosioną dolną połowę łodygi, bardziej ząbkowane liście oraz dłuższe i ciemniejsze niełupki. Oba gatunki należą do gatunku zbiorowego H. carpathicum agg., którego przedstawiciele wykazują cechy pośrednie dla gatunków rodzicielskich, tj. jastrzębca przenętowatego i modrego.

## Biologia
Hieracium besseri jest prawdopodobnie krzyżówką między jastrzębcem przenętowatym (w szerokim ujęciu) a jastrzębcem modrym (w szerokim ujęciu). Jest tetraploidem. Znane jest tylko rozmnażanie apomiktyczne.

## Ekologia
Znane są jedynie stanowiska z masywu Babiej Góry, co czyni ten gatunek endemitem tego obszaru. W momencie odkrycia znane były dwa, położone w Kamiennej Dolnice, zasiedlane przez niespełna dwadzieścia osobników. Występuje na odsłoniętych siedliskach piętra kosodrzewiny na wysokości od 1550 m n.p.m. do 1590 m n.p.m. Osobniki dają się uprawiać poza naturalnym siedliskiem.
Ponieważ współcześnie na Babiej Górze nie występują rozmnażające się płciowo populacje gatunków rodzicielskich, uważa się, że jest to populacja reliktowa.

## Systematyka
W obrębie rodzaju Hieracium zaliczany jest do sekcji Alpestria i gatunku zbiorowego Hieracium carpathicum. Jako mikrogatunek zbliżony jest do gatunków głównych jastrzębiec przenętowaty (H. prenanthoides) i jastrzębiec modry (H. caesium), prawdopodobnie będąc ich mieszańcem. Gatunkiem siostrzanym wydaje się Hieracium engleri.
Gatunek opisany w 2024 roku przez Zbigniewa Szeląga. Miejsce typowe to Babia Góra (dolna część Kamiennej Dolinki, kamieniste traworośla na wysokości 1550 m). Holotyp zebrany 27 lipca 2021 roku znajduje się w zielniku KRAM Instytutu Botaniki im. W. Szafera PAN. Kilka paratypów i izotyp znajdują się w prywatnym zielniku Szeląga.
Nazwa gatunkowa upamiętnia Willibalda Bessera, który jako pierwszy zanotował w literaturze naukowej występowanie jastrzębców na Babiej Górze.